# غلين دوبز
غلين دوبز (بالإنجليزية: Glenn Dobbs)‏ هو لاعب كرة قدم أمريكية ولاعب كرة قدم كندية أمريكي، ولد في 12 يوليو 1920 في ماككيني في الولايات المتحدة، وتوفي في 12 نوفمبر 2002 في تلسا في الولايات المتحدة.